# Bucklandiella vulcanicola
Bucklandiella vulcanicola là một loài Rêu trong họ Grimmiaceae. Loài này được (Frisvoll & Deguchi) Bednarek-Ochyra & Ochyra mô tả khoa học đầu tiên năm 2003.